# Финляндия на «Евровидении-1967»
Финляндия в конкурсе песни Евровидение 1967, проходившем 8 апреля в Вене (Австрия), была представлена певцом Фреди, исполнившим песню «Varjoon — suojaan».

## Национальный финал
В Финальном конкурсе национального отбора, прошедшем 11 февраля 1967 года в студии телекомпании YLE в Хельсинки, приняло участие четыре исполнителеля, представивших на суд жюри по две песни.
| Исполнитель    | Песня                | Баллы в полуфинале | Баллы в финале | Место |
| -------------- | -------------------- | ------------------ | -------------- | ----- |
| Фреди          | «Varjoon — suojaan»  | 30                 | 45             | 1     |
| Danny          | «Sua kutsun, Maarit» | 20                 | 36             | 2     |
| Фреди          | «Oi tuntematon»      | 18                 | 27             | 3     |
| Danny          | «Keskiyöllä»         | 17                 |                |       |
| Лайла Киннунен | «Unohdusta ei ole»   | 10                 |                |       |
| Лайла Киннунен | «Revontuli»          | 8                  |                |       |
| Марион Рунг    | «Goodbye»            | 5                  |                |       |
| Марион Рунг    | «Kesän laulu»        | 0                  |                |       |

## На конкурсе
На конкурсе Евровидение, проходившем 8 апреля в Вене, песня «Varjoon — suojaan» набрала 3 балла (по 1 баллу — от Португалии, Италии и Нидерландов) и заняла 12 место (из 17).